# Ptiloglossa goffergei
Ptiloglossa goffergei is een vliesvleugelig insect uit de familie Colletidae. De wetenschappelijke naam van de soort is voor het eerst geldig gepubliceerd in 1953 door Moure.